# Chico Benymon
Chico Benymon (nacido Theron Benymon; 7 de agosto de 1974) es un actor, cantante, músico y modelo estadounidense, más conocido por su papel como Andre "Spencer" Williams en la comedia de UPN Half & Half. Él se encuentra en el elenco de la serie hit de Nickelodeon The Haunted Hathaways.

## Próximos proyectos
Chico estuvo participando en cinco películas: Where is Love Waiting, Nite Tales: The Movie, Burning Sands, Cuttin' da Mustard y Steppin': The Movie. Él se encuentra grabando la película del género de drama Where is Love Waiting, y el corto de horror Night Tales. El drama Burning Sands está en posproducción junto con la terminación de la comedia Cuttin' da Mustard y Steppin: The Movie se encontraba en producción en ese entonces. Benymon estuvo en la película de 2010 Speed-Dating.
En el juego de los hombres, el dinero, y Golddiggers, Chico puede ser visto con su línea de ropa de las camisetas y sudaderas con capucha "Tee EL Meeks", que según su página de Myspace estará disponible muy pronto. También está trabajando en su álbum debut que cuenta con el sencillo "Want It", con la super-estrella del hip hop, Fabolous, que se ofrece actualmente en su página de myspace. Chico también actuó en "Life Is Not a Fairy Tale: The Fantasia Barrino Story", donde interpretó a un novio de fantasía.